# Nina Frolova
Pour les articles homonymes, voir Frolov.
Nina Nikolaïevna Frolova (russe : Нина Николаевна Фролова), née le 11 octobre 1948, est une ancienne rameuse soviétique d'origine russe. Elle est médaillée d'argent aux Jeux de 1980.

## Carrière
Nina Frolova est médaillée d'argent en huit aux Jeux de 1980 et également sextuple médaillée aux Mondiaux et triple médaillée d'or aux Europe.

## Palmarès

### Jeux olympiques
- Jeux olympiques d'été de 1980 à Moscou ( Union soviétique) :
  -  médaille d'argent en huit

### Championnats du monde
- Championnats du monde 1982 à Lucerne ( Suisse) :
  -  médaille d'or en huit
- Championnats du monde 1981 à Munich ( Allemagne) :
  -  médaille d'or en huit
- Championnats du monde 1979 à Bled ( Slovénie) :
  -  médaille d'or en huit
- Championnats du monde 1978 à Karapiro ( Nouvelle-Zélande) :
  -  médaille d'or en huit
- Championnats du monde 1977 à Amsterdam ( Pays-Bas) :
  -  médaille d'argent en quatre barré
- Championnats du monde 1974 à Lucerne ( Suisse) :
  -  médaille d'argent en huit

### Championnats d'Europe
- Championnats d'Europe 1973 à Moscou ( Union soviétique) :
  -  médaille d'or en huit
- Championnats d'Europe 1971 à Copenhague ( Danemark) :
  -  médaille d'or en huit
- Championnats d'Europe 1970 à Tata ( Hongrie) :
  -  médaille d'or en quatre barré